# Le Cousin
Pour les articles homonymes, voir Cousin.
Pour plus de détails, voir Fiche technique et Distribution.
Le Cousin est un film français réalisé par Alain Corneau, sorti en 1997. 
Ce film, écrit par Michel Alexandre et Alain Corneau, traite de la relation d'un policier — Gérard — avec son « cousin » Nounours, informateur, « balance » parmi les revendeurs de drogue et malfrats. Il constitue pour Alain Chabat et Patrick Timsit, l'équivalent de ce que fut pour Coluche Tchao Pantin, c'est-à-dire la démonstration qu'ils peuvent jouer dans des rôles dramatiques, eux qui étaient jusqu'ici cantonnés dans le registre comique. Agnès Jaoui incarne une épouse délaissée par son mari policier et qui noie sa solitude dans l'alcoolisme.

## Synopsis
Gérard Delvaux (Alain Chabat), flic peu scrupuleux, a pour indic Lahcene Ait Abdelrahmane alias Nounours (Patrick Timsit). Informateurs parmi les trafiquants de drogue, ils tentent de mener à bien leur entreprise malgré le suicide soudain du collègue de Delvaux, Philippe, suspecté de corruption et de trafic de drogue, et la menace planante de la juge Lambert qui cherche à faire tomber Nounours par tous les moyens. La situation devenant de plus en plus épineuse et n'ayant plus d'issue, Delvaux a l'idée d'utiliser Nounours pour faire tomber un trafic de drogue dirigé par des diplomates africains avec l'appui de leur conseiller militaire.

## Fiche technique
- Titre : Le Cousin
- Réalisation : Alain Corneau, assisté de Vincent Trintignant
- Scénario : Michel Alexandre et Alain Corneau d'après une idée originale de Michel Alexandre
- Musique : Olivier Bloch-Lainé
- Photographie : Michel Amathieu
- Montage : Thierry Derocles
- Production : Alain Sarde
- Sociétés de production : Les Films Alain Sarde,  Canal+ Productions, Compagnie Cinématographique Prima, Divali Films, TF1 Films Production
- Société de distribution : BAC Films
- Pays d'origine :  France
- Langue originale : français
- Format : couleurs — 35 mm — 2,35:1 — son Dolby Stéréo
- Genre : drame, policier, thriller
- Durée : 112 minutes
- Dates de sortie : 
  - Belgique : 3 décembre 1997
  - France : 10 décembre 1997
  - Suisse : 10 décembre 1997

## Distribution
- Alain Chabat : Gérard Delvaux
- Patrick Timsit : Nounours
- Samuel Le Bihan : Francis
- Caroline Proust : Fanny
- Mehdi El Glaoui : Jeannot
- Christophe Peyroux : Michel
- Marie Trintignant : Juge Lambert
- Agnès Jaoui : Claudine Delvaux
- Fabienne Tricottet : Nathalie
- Philippe Magnan : Donnadieu
- Kevin Goffette : Stéphane
- Audrey Alexandre : Soraya
- Albane Alexandre : Emilie
- Jean-Michel Noirey : Philippe
- Pascale Vignal : Sylvie
- Mamadou Dioumé : N'Bongo
- Josselin Siassia : Acolyte de N’Bongo 1
- Michel B. Dupérial : Acolyte de N’Bongo 2
- Jean-Michel Fête : Alex
- Dan Herzberg : Luc
- Lyèce Boukhitine : Vendeur vidéoclub
- Neige Dolsky : Mme Ducreux
- Eric Thomas : Le beauf
- Claire Prévost : La beaufette
- Rémy Roubakha : Patron bar PMU
- Sinnamaniam Vijayan : Le Tamoul
- Carole Exbrayat : L'Anglaise
- Michel Flaesch : Le maître-chien
- Mohan Das Gandhi : L'interprète
- Éric Boucher : Fulvio
- Gérard Bôle du Chaumont : Dealer 92
- Michel Alexandre : Greffier
- Philippe du Janerand : Trouber
- Isabelle Maltese : La toxico
- Stefan Elbaum : Le toxico
- Patrick Tessari : Le conseiller militaire
- Jan Rouiller : Gérant fast-food
- Jean-Paul Bonnaire : Officier de la paix
- François Borysse : Vieux gardien de la paix
- Philippe Choquet : Travesti
- Mourad Ayat : Grand Algérien
- Patrick Brossard : Homme PJ
- Frédérique Ruchaud : Membre groupe Trouber
- Jimmy Blanche : Videur Ebony Club
- Doud Le Luherne : Homme couple Ebony Club
- Béatrice Michel : Femme couple Ebony Club
- Timothée Manesse : Jeune de la cité
- Corinne Debonnière : Mère de Philippe
- Rachid Djaïdani : Jeune de la cité
- Michel D'Oz : Membre des Trouber
- François Lannes : Membre des Trouber
- Aurélie Sterling : Membre des Trouber
- Karine Belly : Wench
- Jamal Djabou : Jeune de la cité 2

## Production

### Tournage
Le tournage s'est déroulé à Clamart, à Thiais (dans le centre commercial de Belle Épine), à Athis-Mons  et à Paris.

## Musique
- La chanson du générique de fin, À quoi ça sert, est interprétée par Axelle Red.

## Article annexe
- Psychotrope au cinéma et à la télévision